# جون هاموند (سياسي)
جون هاموند (بالإنجليزية: John Hammond)‏ هو ضابط وسياسي أمريكي، ولد في 17 أغسطس 1827 في كرون بوينت في الولايات المتحدة، وتوفي بنفس المكان في 28 مايو 1889. حزبياً، نشط في الحزب الجمهوري. وقد انتخب عضو مجلس النواب الأمريكي.